# Natalie Imbruglia
Natalie Jane Imbruglia, född 4 februari 1975 i Sydney i New South Wales, är en australisk-brittisk sångerska och skådespelerska.
Imbruglia är näst äldst i en systerskara på fyra; hennes mamma är australisk och pappa italiensk. Familjen bodde i strandstaden Berkleyvale i den australiensiska delstaten New South Wales, nära kusten och norr om Sydney. Hennes far Elliot Imbruglia är en italiensk immigrant från ön Lipari; hennes mamma Maxene Anderson är infödd australiensare. Hon är den näst äldsta av fyra systrar; hennes yngre syster Laura är också sångerska. Hon gick på McDonald College i Sydney, lämnade vid 16 års ålder och flyttade till Melbourne.  Som sjuttonåring fick hon rollen som Beth Brennan i såpoperan Grannar; karaktären Beth blev så populär att Imbruglia spelade i serien i över två år. När hon slutade på Grannar flyttade hon till den nya hemstaden London och utvecklade där sitt intresse för sång och musik. Hon släppte 1997 albumet Left of the Middle med hitsingeln Torn.
Natalie var 2003–2008 gift med Daniel Johns, sångare i gruppen Silverchair.

## Biografi

### Karriär
Liksom Kylie Minogue, Delta Goodrem och Holly Valance före henne, spelade Imbruglia initialt en roll i den australiska såpoperan Neighbours (Grannar) från 1991. 1994 lämnade hon tv-serien och åkte till London.
Inspirerad av sina framgångar i den serien började Imbruglia en karriär som sångerska 1997. Hennes första singel Torn var en coverversion av 1993 års låt Brændt av hennes danska sångerskekollega Lis Sørensen som kom som nummer två på de brittiska singellistorna i november 1997. Hennes debutalbum Left of the Middle sålde över en miljon exemplar bara i Storbritannien och innehöll ytterligare två topp tio hits, Big Mistake och Smoke (båda 1998). Uppföljningsalbumet White Lilies Island släpptes 2001. Trots radiovänliga singlar som That Day (2001), Wrong Impression (2002) och Beauty on the Fire (2002) såldes det så bra som det framgångsrika debutalbumet.
Med singeln Shiver, som släpptes i mars 2005, nådde Imbruglia ytterligare tio framgångar på de brittiska listorna. Hennes tredje album Counting Down the Days, som släpptes i april, kom etta på de brittiska albumlistorna. I september 2007 släpptes albumet med största hits Glorious: The Singles 97-07 inklusive fem nya låtar. Första singeln från denna var den nyinspelade Glorious, som släpptes i Australien i augusti 2007 och i Tyskland i september. I oktober 2009 släppte hon sitt fjärde studioalbum, Come to Life, som inkluderar singeln Want.
2014 skrev Imbruglia på med Sony Masterworks, där hon släppte sitt första studioalbum på fem år. Albumet, med titeln Male, innehåller endast coverlåtar av manliga artister. Den första singeln, Instant Crush, är ursprungligen av Daft Punk feat, Julian Casablancas, som publicerades i juli 2015.
Den 12 februari 2022 vann Imbruglia den tredje säsongen av den brittiska versionen av The Masked Singer som Panda. Från oktober till november 2024 deltog hon som Bluebell i den tolfte säsongen av den amerikanska versionen, där hon kom på nionde plats.
På nyårsafton 2003 gifte Imbruglia sig med sin landsman och medsångare Daniel Johns - sångare i banden Silverchair och The Dissociatives - som hon hade haft ett förhållande med i tre år. De tillkännagav sin skilsmässa i januari 2008. Hon har också haft brittiskt medborgarskap sedan 2013.  2019 meddelade hon att hon hade fött en son genom spermiedonation.

## Diskografi

### Album
- 1997 – Left of the Middle
- 2001 – White Lilies Island
- 2005 – Counting Down the Days
- 2007 – Glorious: The Singles 1997–2007
- 2009 – Come to Life
- 2015  – Male
- 2021 – Firebird

### Singlar
- 1997 Torn från Left of the Middle
- 1998 Big Mistake från Left of the Middle
- 1998 Wishing I Was There från Left of the Middle
- 1998 Smoke  från Left of the Middle
- 2001 That Day från White Lilies Island
- 2002 Wrong Impression från White Lilies Island
- 2002 Beauty On The Fire från White Lilies Island
- 2005 Shiver från Counting Down The Days
- 2005 Counting Down The Days från Counting Down the Days
- 2009 Wild About It från Come to Life
- 2009 Want från Come to Life
- 2021 Build it better

## Filmografi

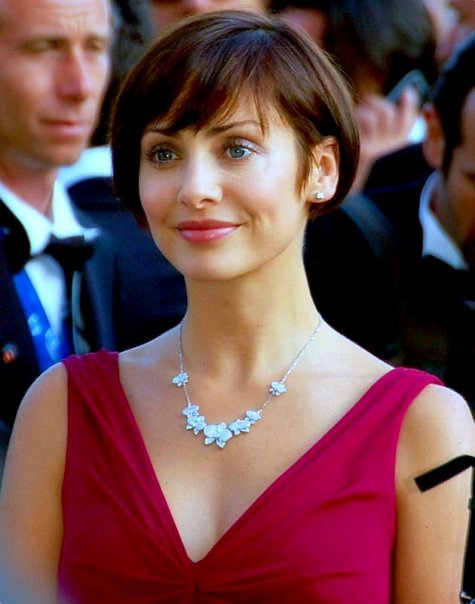
Natalie Imbruglia i Cannes 2008.

- 2003 – Johnny English - Lorna Campbell
- 2009 – Closed for Winter - Elsie Silverston
- 2013 – Underdog (film) - Michelle Stratton
- 2014 – Among Ravens - Madison
- 2015 – Little Loopers - Kristen Wright

## Television
| År              | Visning                                            | Roll                | Noter                           |
| --------------- | -------------------------------------------------- | ------------------- | ------------------------------- |
| 1992–1994, 2022 | Grannar                                            | Beth Brennan        | Viktigaste serien, 253 episoder |
| 1997            | Law of the Land (australisk TV-serie)              | Faye Watson         | Episod Late Kill"               |
| 1998            | Saturday Night Live                                | Musikgäst/Hon själv |                                 |
| 2002            | Legend of the Lost Tribe                           | Koala               | Röstskådespelare                |
| 2009            | In Memory of Maia                                  | Hon själv           | Dokumentär                      |
| 2010            | The X Factor (brittisk TV-serie)                   | Gästdomare          |                                 |
| 2010            | The X Factor (australisk TV-serie)                 | Domare/Hon själv    |                                 |
| 2016            | First Contact (australisk TV-serie)                | Hon själv           | 3 episoder                      |
| 2018            | Who Do You Think You Are? (australisk TV-serie)    | Hon själv           |                                 |
| 2022            | The Masked Singer (brittisk TV-serie)              | Hon själv/Panda     |                                 |
| 2024            | The Masked Singer (amerikansk TV-serie), säsong 12 | Hon själv/Bluebell  |                                 |

## Övrigt
- Imbruglia har gjort reklam för bland andra L'Oréal.